# Fort William
Fort William (gael. An Gearasdan, wym. [ən ˈkʲɛrəs̪t̪ən]) – miasto w zachodniej Szkocji, w jednostce administracyjnej Highland (historycznie w Inverness-shire), ośrodek turystyki, położony nad brzegami zatoki Loch Linnhe u podnóża góry Ben Nevis. Ruiny zamku, muzeum, gorzelnia whisky. Miasto liczy ok. 10 tys. mieszkańców.